# Rodrigo González López
Rodrigo González López –conocido como Chango– (Ciudad de México, 14 de diciembre de 1989) es un deportista mexicano que compite en triatlón. Ganó seis medallas en el Campeonato Panamericano de Triatlón entre los años 2013 y 2023.

## Palmarés internacional
| Campeonato Panamericano | Campeonato Panamericano   | Campeonato Panamericano | Campeonato Panamericano |
| Año                     | Lugar                     | Medalla                 | Prueba                  |
| ----------------------- | ------------------------- | ----------------------- | ----------------------- |
| 2013                    | Vila Velha (Brasil)       | Medalla de oro          | Individual              |
| 2017                    | Sarasota (Estados Unidos) | Medalla de bronce       | Relevo mixto            |
| 2019                    | Monterrey (México)        | Medalla de plata        | Relevo mixto            |
| 2019                    | Monterrey (México)        | Medalla de bronce       | Individual              |
| 2022                    | Montevideo (Uruguay)      | Medalla de bronce       | Relevo mixto            |
| 2023                    | Huatulco (México)         | Medalla de plata        | Relevo mixto            |